# أحمد مصطفى يعقوب
أحمد مصطفى يعقوب (1986 - الآن). ناشط ومؤلِّف ومُحاضر شيعي كويتي معاصر، له عدد كبير من الكتب والمؤلَّفات في المجالات الإسلاميَّة كالتاريخ والعقيدة والفقه والسير والتراجم، ويعمل في مجال التدريس في المدارس الحكوميَّة الكويتيَّة. وله ظهور إعلامي في بعض القنوات الشيعية كالأنوار والزهراء.

## دعوى قضائية
تداولت بعض وكالات الأنباء نبأ سحب آلاف النسخ من كتابي 25 سؤالاً لشباب أهل الخلاف وتساؤلات حول الإسلام الشيعي لأحمد مصطفى يعقوب في الكويت، وذلك بناءً على بلاغ مقدم من إدارة المصنفات الفنيَّة بوزارة الإعلام فحواه تضمَّن هذين الكتابين المساس بالصحابة والتعرَّض لهم بالطعن والتجريح ممَّا يخالف نصّ المادة التاسعة عشرة من قانون المطبوعات والنشر، غير أن حضور علي العلي - المحامي الخاصّ ليعقوب - مدافعاً أمام محكمة الاستئناف العليا وشارحاً ظروف الدعوى ودفع ببطلان القيد والوصف الوارد بتقرير الاتهام وعدم توافر أركان الجريمة بحق المتهم الأول وقدّم مذكرة طلب بختامها أصلياً البراءة، واحتياطياً التقرير بالامتناع عن النطق بالعقاب، فأبدت محكمة الاستئناف حكم محكمة أول درجة القاضي ببرائته.

## وصلات خارجية
- مقابلة أحمد مصطفى يعقوب على قناة الأنوار على يوتيوب
- مدونة تنوير الكويت - مدونة أحمد يعقوب